# Oust-Djegouta
Oust-Djegouta (en russe : Усть-Джегута) est une ville de la république de Karatchaïévo-Tcherkessie, en Russie, et le centre administratif du raïon d'Oust-Djergouta. Sa population s'élevait à 29 953 habitants en 2013.

## Géographie
Oust-Djergouta est située dans le Caucase, sur la rive droite du fleuve Kouban, à 15 km au sud-ouest de Tcherkessk et à 1 336 km au sud de Moscou.

## Histoire
Oust-Djegouta est fondée en 1861 comme la stanitsa Djegoutinskaïa (Джегутинская) par les Cosaques. Elle a le statut de ville depuis 1975.
C'est la ville de naissance de Dima Bilan.

## Population
Recensements (*) ou estimations de la population
| 1939* | 1959*  | 1970*  | 1979*  | 1989*  |
| ----- | ------ | ------ | ------ | ------ |
| 6 398 | 11 490 | 16 670 | 19 231 | 29 225 |

| 2002*  | 2010*  | 2012   | 2013   | 2014 |
| ------ | ------ | ------ | ------ | ---- |
| 32 903 | 30 566 | 30 286 | 29 953 | -    |

## Économie
Les principales entreprises de la ville sont :
- ZAO Izvestniak (ЗАО "Известняк") : matériaux de construction.
- GOuP sovkhoz-kombinat Ioujny (ГУП совхоз-комбинат "Южный") : culture de légumes sous serre.